# 阴谋与爱情

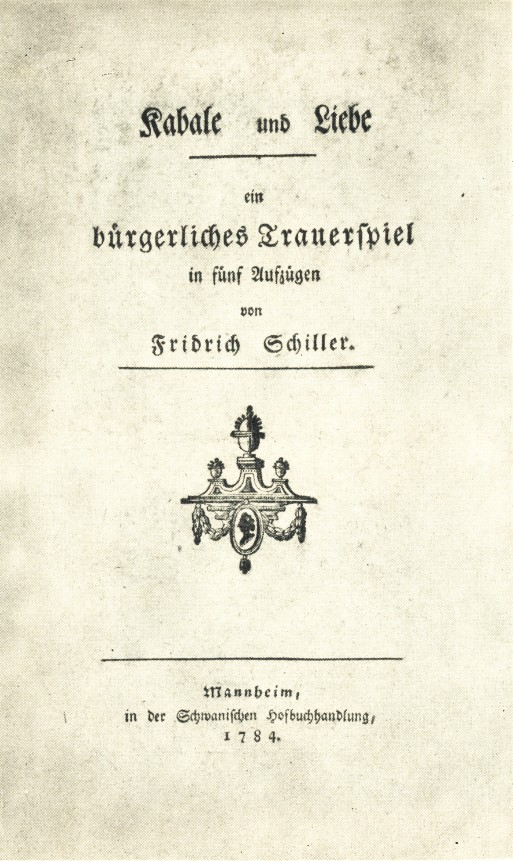
1784年出版封面

《阴谋与爱情》（德語：Kabale und Liebe），是1784年弗里德里希·席勒的重要戲劇作品。五幕话剧，直接取材于德国现实。这个剧本以现实主义的手法反映了当时市民阶级和封建贵族之间的斗争。这部作品直接批判封建贵族的道德败坏。 它还通过一系列戏剧冲突来控诉封建贵族阶级的专横和残暴，真实地反映了市民阶级与封建贵族斗争时的弱点。“这出戏剧的反封建性鲜明而强烈，恩格斯在评论《阴谋与爱情》时说，它‘是德国第一部有政治倾向的戏剧’。”
故事发生在当时的一个小公国里，公国的宰相的儿子费迪南不顾当时的门第偏见爱上了音乐师的女儿路易丝，并愿与之结婚。而此时公爵由于政治原因要娶一位夫人，并和他的情妇做一个表面上的分离，为此公爵为他的情妇物色一个表面上的配偶。宰相为了能够巩固自己的地位，并加强自己的势力，命令自己的儿子与公爵的情妇结婚。为了达到目的，宰相和他的秘书布置了一个阴谋，借故逮捕了音乐师，并诱使音乐师的女儿写一封情书给宫廷侍卫长，而这封信就是释放其父亲的条件，还要求她发誓不得说出真相。路易丝无奈只得就范，而这封情书也落到了费迪南的手中，他妒火中烧，追问音乐师的女儿事情的真相，路易丝迫于誓言，只得承认情书是自己所写。费迪南在饮料中下药毒死了路易丝，路易丝临死前向他坦白了事情的真相。费迪南痛苦万分，也喝下了杯中的毒酒与路易丝殉情。